# Periclave

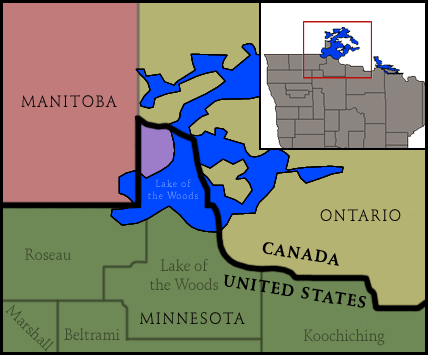
El «Northwest Angle» (de color morado) en Minnesota, haciendo frontera con Manitoba, Ontario, y el «Lake of the Woods».

Periclave o perienclave (del catalán penenclavament) es un término, empleado en geografía política para referirse a una parte de un territorio nacional que, a pesar de no suponer una discontinuidad geográfica respecto al resto, resulta normalmente inaccesible por tierra si no es atravesando territorio extranjero.

## Ejemplos de periclave

### Os de Civís
Un ejemplo de periclave es la localidad de Os de Civís (o también Aós de Civís) situada en el municipio de Valles del Valira (Lérida, España), que es parte de la coma de Seturia, formada por la cuenca del río Aós, tributario del río Valira. Geográficamente el valle de Aós se encuentra en la vertiente andorrana, aunque administrativamente siempre ha formado parte de España, y sus límites no han sido nunca objeto de disputa. Solamente se puede acceder a Os de Civís por carretera desde San Julián de Loria, en territorio de Andorra, y la comunicación directa con el resto del municipio, que se encuentra en la vertiente catalana de la Valira, es a través del coll de Conflent, de 2150 m de altitud.

### Northwest Angle

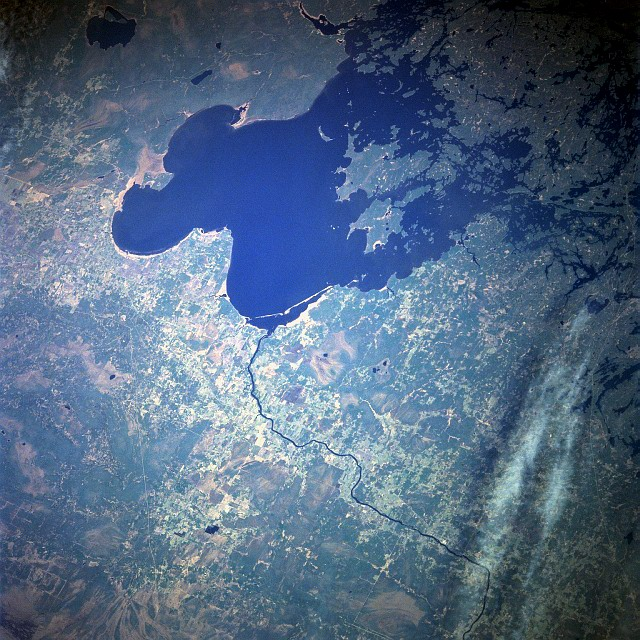
El «Northwest Angle» desde el espacio.

Otro ejemplo clásico de periclave, es el territorio estadounidense conocido como Northwest Angle, separado del resto de los Estados Unidos de América por el Lago de los Bosques, un lago que pertenece a las provincias canadienses de Manitoba y Ontario, y al estado de Minnesota de los EE. UU. Desde territorio estadounidense solo se puede acceder al Northwest Angle atravesando el lago (por aguas territoriales estadounidenses), o pasando previamente por la frontera de Canadá. Con la excepción de Alaska, el Northwest Angle es la parte más septentrional del territorio de los EE. UU.
Una vez dentro del territorio del Northwest Angle, los viajeros han de entrar en la garita del paso fronterizo de Jim's Corner, e informar el servicio aduanero de los EE. UU. por videoteléfono. Antes de salir, se debe hacer lo mismo con el servicio aduanero del Canadá.
El Northwest Angle es fruto de un error histórico en la definición de los límites territoriales entre los EE. UU. y Canadá en el Tratado de París de 1783 que puso fin a la Guerra de Independencia de los Estados Unidos.

### Provincia de Manco Kapac

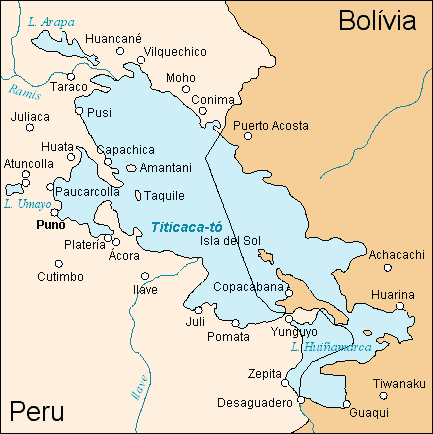
Manco Kapac, separada de Bolivia por el lago Titicaca.

Otro caso especial de periclave es la provincia de Manco Kapac, que pertenece a Bolivia y se encuentra al oeste de esta, solo puede ser accesible vía terrestre desde Perú ya que está separada de Bolivia por el lago Titicaca.

### Jungholz
Otro caso de periclave es la pequeña población de Jungholz, que pertenece al distrito de Reutte (Tirol, Austria), pero que solo es accesible por carretera desde Alemania, por lo cual forma parte del sistema aduanero alemán.

### Los Toldos
Los Toldos pertenece a Argentina pero solo se puede acceder vía terrestre desde Bolivia.

### Patagonia chilena
Las Regiones de Aysén del General Carlos Ibáñez del Campo y Magallanes y Antártica Chilena, así como gran parte de la provincia de Palena en la región de Los Lagos, solo son accesibles por vía terrestre desde Argentina.

### Tierra del Fuego
La Provincia argentina de Tierra del Fuego, Antártida e Islas del Atlántico Sur , es accesible por vía terrestre atravesando el Estrecho de Magallanes por territorio chileno.